# 克卜勒16b
克卜勒16b（Kepler-16b）是一個環繞食雙星的太陽系外行星，體積相當於土星。其組成成分可能是岩石和氣體各半。這是首個確認的环联星运转行星，公轉週期229日。

## 簡介

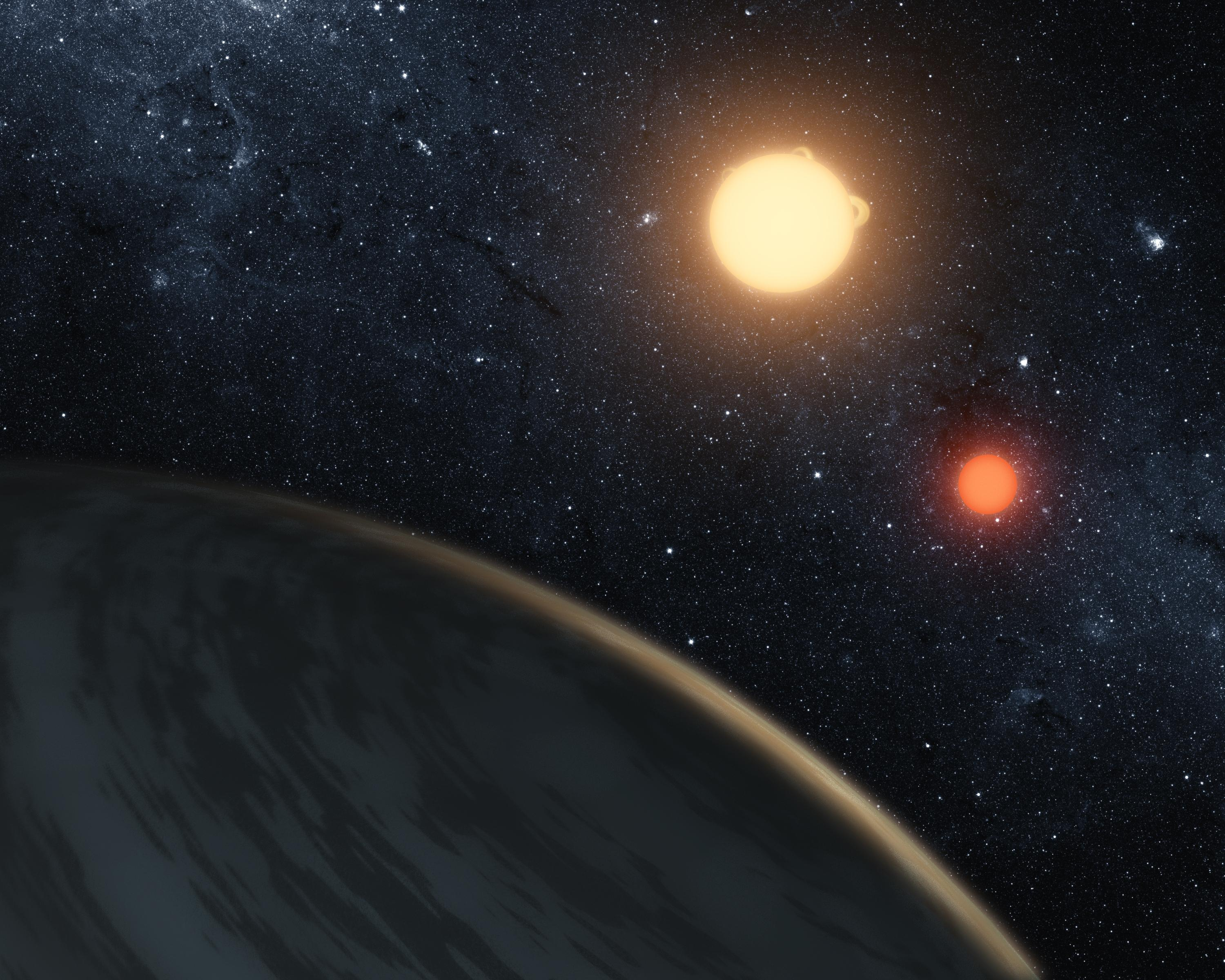
藝術家筆下的克卜勒16b和其母星

該行星是由NASA的克卜勒太空望遠鏡發現。科學家發現到該行星通過聯星系統的其中一顆恆星前方，使其光度降低，但另一顆恆星光度卻未降低的情況，因而發現了它。更進一步來說，該行星的凌日狀況允許科學家以極高精確度計算開普勒16系統中天體質量。發現該行星團隊的主持人，任職於加州山景城SETI中心的勞倫斯·多伊，形容其精確度是「我相信這是太陽系外測量精度最高的」（I believe this is the best-measured planet outside the solar system.）。例如該恆星半徑的誤差值只有0.3%，直到2011年9月都是比其他系外行星誤差少。
克卜勒16b是相當特殊的系統，因為該行星的軌道位於聯星系形成行星的軌道下限之內。麻省理工學院的行星科學家薩拉·西格（Sara Seager）表示，在聯星系統中要有行星存在，行星軌道半徑必須是兩顆星距離的七倍以上才能形成穩定系統；但開普勒16b的軌道半徑只有該推測距離的一半。
該行星因為其表面溫度大約在-100到-70 °C之間，可能不適合生命生存。
從地球上觀察，開普勒16b最快將在2014年對其中一顆恆星產生凌日現象，而在2018年對另一顆較亮恆星也發生凌日；之後直到2042年都無法以凌日法觀察它。

## 名稱
在公布這項發現的論文中，發現它的團隊表示，根據慣例，應該稱呼它 Kepler-16 (AB)-b，或者是在沒有歧義時只加上 “b”。太陽系外行星百科將它稱為 Kepler-16 (AB) b。SIMBAD資料庫稱呼它為 Kepler-16 (AB)-b。
發現它的科學家非正式地以電影《星際大戰》中的虛擬行星塔图因稱呼開普勒16b 。《星際大戰四部曲:曙光乍現》中，塔圖因上兩個太陽同時落下的場景相當有名。而工業光魔的視覺特效總監，曾為多部電影製作特效的约翰·诺尔則說「再一次地，我們看到科學事實比小說更怪異」。

## 參考資料

畫家筆下的開普勒16系統，開普勒16A是黃色恆星，開普勒16B是橘紅色恆星，開普勒16b是紫色行星。

## 外部連結
- Kepler-16 (AB) at The Extrasolar Planets Encyclopaedia（页面存档备份，存于）
- Kepler-16: A Transiting Circumbinary Planet[永久], Laurance R. Doyle et al. 2011
- Spin-Orbit Alignment for the Circumbinary Planet Host Kepler-16A （页面存档备份，存于）, Joshua N. Winn et al. 2011